# Relacija enakosti
Relacija enakosti v matematiki je relacija, ki jo označena z znakom = (enačaj). 
Enakost je izpolnjena samo, če je na levi in desni strani enačaja isti element. Posplošitev relacije enakosti je enakovrednost - v tem primeru enačaj velja, če je vrednost na levi in desni strani enaka (npr. če sta na levi in desni strani matematična izraza, ki imata isti rezultat). Nadaljnja posplošitev tega pojma je ekvivalenčna relacija.